# AFI (formație)
AFI sau A Fire Inside este o formație americană de rock alternativ. Membrii formației sunt:
- Davey Havok
- Jade Puget
- Hunter Burgan
- Adam Carson